# Bahnbetriebswerk Rostock

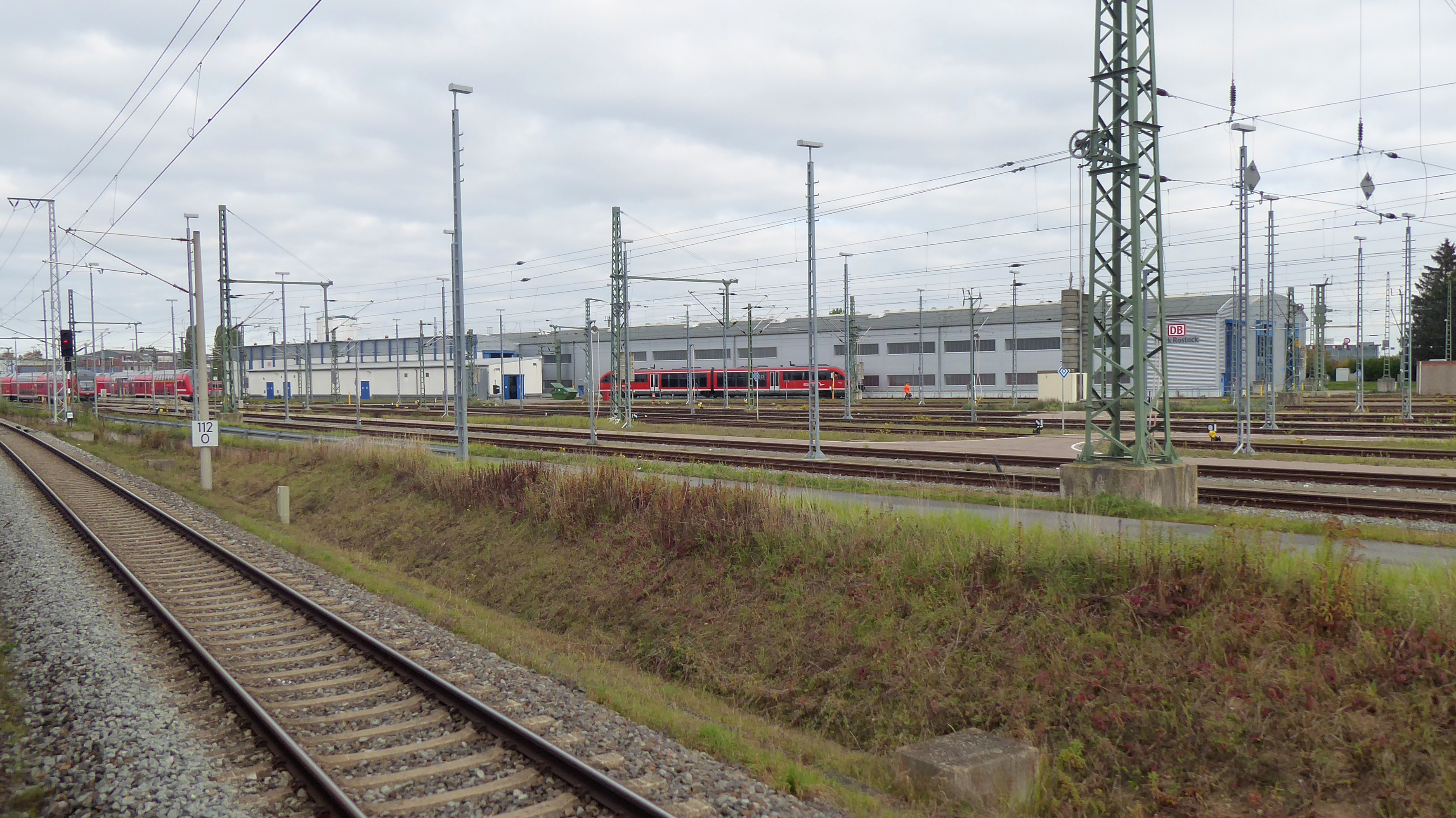
Bahnbetriebswerk Rostock DB-Regio

Unmaßstäbliches Gleisbild des Neubau-Bw Rostock (um 1930)

Das Bahnbetriebswerk Rostock (kurz Bw Rostock), seit 1994 als Betriebshof Rostock (kurz Bh Rostock) mit der bahninternen Abkürzung WR 1 bezeichnet, wird von der DB Regio AG betrieben und dient der Wartung, Reparatur und Bereithaltung von Lokomotiven und Triebwagen, die in Mecklenburg-Vorpommern eingesetzt werden oder in Rostock stationiert sind.

## Geschichte

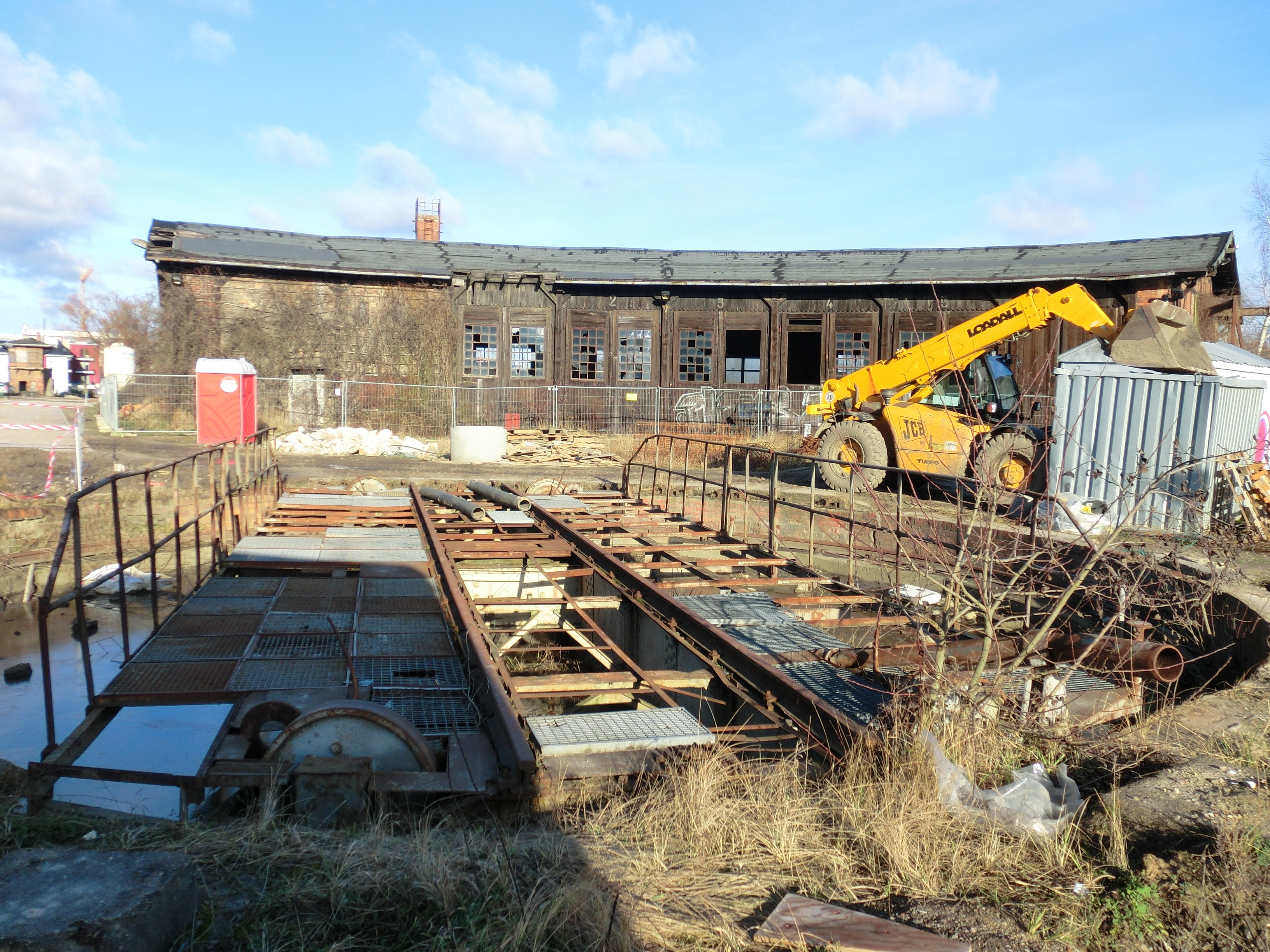
Blick auf den denkmalgeschützten Lokschuppen östlich des ehemaligen Friedrich-Franz-Bahnhofs (2012)

Die Geschichte des Rostocker Bahnbetriebswerks nahm im Jahr 1850 seinen Anfang. In diesem Jahr errichtete die Mecklenburgische Eisenbahngesellschaft östlich des Friedrich-Franz-Bahnhofs auf den Warnowwiesen eine Restaurationsanlage mit Stationsschlosserei und Unterstellmöglichkeit für die Lokomotiven. Dem viergleisigen Lokschuppen war zunächst eine handbetriebene 13,5-Meter-Drehscheibe vorgelagert. In den nachfolgenden Jahren wurden die Anlagen dann nach und nach erweitert und die Drehscheibe auf 16 Meter Durchmesser vergrößert.
Die Wismar-Rostocker Eisenbahn-Gesellschaft baute im Zuge der Streckeneröffnung zwischen Wismar und Rostock 1883 südwestlich des Friedrich-Franz-Bahnhofs für ihre Lokomotiven einen zweigleisigen Rechteckschuppen mit zugehörigen Behandlungsanlagen. Nach der Bildung der Großherzoglich Mecklenburgischen Friedrich-Franz-Eisenbahn verloren diese Anlagen ihre Bedeutung und wurden kurze Zeit später für die Erweiterung des Friedrich-Franz-Bahnhofs zwischen 1892 und 1895 vollständig abgebrochen.
Ein weiteres Bahnbetriebswerk entstand mit dem Bau der Lloydbahn zwischen Neustrelitz und Warnemünde im Jahre 1886. Es befand sich südöstlich des neu angelegten Lloyd-Bahnhofs und umfasste eine Werkstatt mit Lokschuppen und Behandlungsanlagen. Diese Anlagen wurden nach Bildung der Großherzoglich Mecklenburgischen Friedrich-Franz-Eisenbahn zur Lokomotiv- und Wagenwerkstatt umgerüstet. Später entwickelte sich daraus das Reichsbahnausbesserungswerk Rostock.
Im Zuge der Umstrukturierung der gesamten Bahnhofsanlagen in Rostock Ende des 19. Jahrhunderts wandelte sich der Lloyd-Bahnhof zum zentralen Personenbahnhof und der Friedrich-Franz-Bahnhof zum Güterbahnhof. Der neu geschaffene Personenbahnhof sollte ein neuzeitliches Bahnbetriebswerk für die Unterstellung und Behandlung der dort verkehrenden Lokomotiven erhalten und aus diesem Grunde wurde am östlichen Ende des Bahnhofs an der Herwegh-Straße ein 14-gleisiger Ringlokschuppen mit 19-Meter-Drehscheibe und den zugehörigen Nebengebäuden und Behandlungsanlagen errichtet. Schnell wurde allerdings klar, dass das Bw an diesem Standort nicht erweitert werden konnte und daher suchte die Deutsche Reichsbahn nach einem alternativen Standort. Nachdem ein passendes Gelände zwischen den Streckengleisen nach Bützow und Laage gefunden worden war, begannen 1926 die Arbeiten für den Neubau.
Im Jahre 1929 nahm das neue Bw den Betrieb auf. Es verfügte über einen Ringlokschuppen mit 15 Gleisen und einer vorgelagerten 23-Meter-Drehscheibe, einen Kleinlok- und einen Triebwagenschuppen sowie drei Kohlebansen. Die zugehörigen Nebengebäude wurden bis 1933 fertiggestellt. Zu diesem Zeitpunkt wurden alle anderen Standorte aufgegeben. Aus dem ehemaligen Bw am Güterbahnhof wurde eine Wagenwerkstatt für Schnellausbesserungen, die später allerdings geschlossen wurde. Die denkmalgeschützten Anlagen verfallen seither zunehmend. Das ehemalige Bw an der Herwegh-Straße wurde zum überwiegenden Teil abgebrochen, die erhaltenen Gebäude werden durch einige Handwerksbetriebe genutzt.
Bei den Luftangriffen auf Rostock in den Jahren 1944 und 1945 erlitt das Bw schwere Treffer. Es konnte allerdings nach dem Zweiten Weltkrieg bis Anfang der 1950er Jahre wieder vollständig aufgebaut werden.
Der Schließung mehrere Bahnbetriebswerke im Umkreis von Rostock war es zu verdanken, dass das Bw Rostock nach der Wende an Bedeutung gewann. Mit Gründung der Deutschen Bahn AG im Jahre 1994 wurde das Bw in einen Betriebshof umgewandelt, der dann zum 1. Januar 1999 der DB Regio AG zugewiesen wurde. Nach erfolgter Modernisierung bis August 2003 dient der Betriebshof seither für die Instandhaltung von Lokomotiven und Triebwagen, die bei der DB Regio AG in Mecklenburg-Vorpommern zum Einsatz kommen.

## Lokomotivbestand
Für das Jahr 1919 lässt sich folgender Lokomotivbestand nachweisen:
- Preußische P 3.1, später Baureihe 3473: 7 Stück
- Preußische P 4.2, später Baureihe 366: 6 Stück
- Preußische G 5.1, später Baureihe 540: 4 Stück
- Preußische T 1: 4 Stück
- Mecklenburgische T 3, später Baureihe 8980: 8 Stück
- Mecklenburgische T 4, später Baureihe 9119: 2 Stück
- Mecklenburgische T 7, später Baureihe 9930: 3 Stück

Bis 1932 hatte sich der Lokomotivbestand nahezu vollständig gewandelt. So waren in diesem Jahr in Rostock folgende 37 Lokomotiv-Baureihen beheimatet:
- Baureihe 1710–12: 2 Stück
- Baureihe 3810–40: 2 Stück
- Baureihe 5516–22: 2 Stück
- Baureihe 5558: 2 Stück
- Baureihe 562–8: 2 Stück
- Baureihe 7510–11: 12 Stück
- Baureihe 8980: 3 Stück
- Baureihe 9119: 8 Stück
- Baureihe 9930: 2 Stück
- Baureihe 9931: 2 Stück

Nach dem Zweiten Weltkrieg hatte sich die Anzahl an Lokomotiven nahezu verdoppelt. So waren 1946 insgesamt 66 Lokomotiven in Rostock stationiert:
- Baureihe 03 1 Stück
- Baureihe 1710–12 4 Stück
- Baureihe 366 2 Stück
- Baureihe 3810–40 128 Stück
- Baureihe 5035 3 Stück
- Baureihe 52 9 Stück
- Baureihe 5516–22 2 Stück
- Baureihe 5558 9 Stück
- Baureihe 5620–29 3 Stück
- Baureihe 5710–35 1 Stück
- Baureihe 7510–11 6 Stück
- Baureihe 86 1 Stück
- Baureihe 9119 2 Stück
- Baureihe 9931 2 Stück
- Baureihe 9932 3 Stück

Schon 1951 kam mit der V 36 die erste Diesellokomotive in den Bestand. 1962 folgte dann die Baureihe V 6010 und 1967 die beiden Baureihen V 100 und V 180. Mit Aufnahme der Baureihe 132 Mitte der 1970er Jahre wurden schließlich die letzten Dampflokomotiven in Rostock ausgemustert, sodass das Bw im Mai 1978 dampffrei war. Als Folge der Energiekrise kam es zwischen 1982 und 1985 nochmal zu einem kurzzeitigen Dampflokeinsatz mit der Baureihe 5035. Kurze Zeit später wurden mit der Baureihe 243 die ersten Elektrolokomotiven in Rostock stationiert.
Im Sommer 2006 waren Lokomotiven der Baureihe 143 sowie Triebwagen der Baureihen 628 und 642 in Rostock beheimatet. Des Weiteren gehörten Schienenbusse der Baureihe 771/772 zum Bestand.
Zum aktuellen Bestand gehören Lokomotiven der Baureihe 112/114, sowie der Baureihe 146, welche die Regionalexpresse Richtung Berlin und Hamburg befahren (Stand: April 2025). Zum Triebwagenbestand gehört die Baureihe 442 (siehe Rostocker S-Bahn), sowie die Baureihen 623 (Lübeck - Szczecin Główny) und 642 (Tessin - Wismar, Graal-Müritz - Bad Doberan).

## Einsatzstellen
Dem Bw Rostock waren vor 1945 die Lokomotivstationen Warnemünde, Bützow und Arendsee (ab 1938 Kühlungsborn West) sowie der Lokbahnhof Tribsees und die Lokschuppen und Restaurationsanlagen in Neubukow, Bad Doberan, Schwaan, Tessin, Laage und Ribnitz zugeteilt.
Nach dem Zweiten Weltkrieg gehörten die Einsatzstellen von Bad Doberan, Kühlungsborn West, Neubukow und Warnemünde (alle vier seit 1945), sowie Graal-Müritz (seit 1950) und Güstrow, Meyenburg, Teterow (alle drei seit 1993) zum Bw Rostock. Bad Doberan, Graal-Müritz und Neubukow wurden später geschlossen. Die übrigen Einsatzstellen blieben nach der Umwandlung des Bahnbetriebswerkes am 1. Januar 1994 beim Betriebshof Rostock.

Unmaßstäbliches Gleisbild der Einsatzstelle Meyenburg (1965)
Unmaßstäbliches Gleisbild der Lokomotiv-Station Teterow (1912)
Unmaßstäbliches Gleisbild Lokbahnhof Tribsees (1930)